# Brian Hayles
Brian Leonard Hayles (* 7. März 1930 in Portsmouth, Hampshire; † 30. Oktober 1978 in Coventry) war ein britischer Drehbuchautor und Roman-Schriftsteller. Bekannt wurde er vor allem durch seine Arbeiten für die Filmproduktionen Das Dunkel der Nacht, Tauchfahrt des Schreckens, Der Mondschimmel und Im Banne des Kalifen

## Leben und Karriere
Brian Leonard Hayles wurde 1930 in Portsmouth in der englischen Grafschaft Hampshire geboren. Hayles verbrachte einige Zeit in Kanada als Bildhauer und Kunsterzieher, bevor er nach Großbritannien zurückkehrte. Dort setzte er seine Laufbahn als Schulmeister in Birmingham noch eine Weile fort, bis er 1963 diesen Beruf aufgab und begann als Drehbuchautor für das britische Fernsehen zu arbeiten.
Von 1963 bis 1976 schrieb Hayles zahlreiche Drehbücher für Episoden namhafter britischer Fernsehserien wie Suspense (1963), Swizzlewick (1964), Z Cars (1964–1969), Legend of Death (1965), Coronation Street (1968), Doomwatch (1971–1972), Freie Hand für Barlow (1974) oder BBC2 Playhouse (1976). Zwischen 1964 und 1974 entstanden allein 30 Episoden für die erfolgreiche Mystery-Reihe Doctor Who
1973 engagierte ihn Peter Sasdy für seinen Kinofilm Das Dunkel der Nacht, um den Roman von John Blackburn in ein Drehbuch umzuarbeiten. In den Hauptrollen des Horrorfilms spielten Christopher Lee und Peter Cushing. 1978 lernte er den Regisseur Kevin Connor kennen, für den Hayles die Drehbücher zu dessen beiden Filmen Tauchfahrt des Schreckens und Im Banne des Kalifen beisteuerte. Noch im selben Jahr trat die britische Regisseurin Dorothea Brooking an Hayles heran, das Drehbuch für die aufwendig von der BBC produzierte Fantasy-Fernsehminiserie Der Mondschimmel, in den Hauptrollen prominent besetzt mit James Greene, Sarah Sutton, David Haig und Caroline Goodall, zu schreiben.
Neben seiner Arbeit als Drehbuchautor für das Fernsehen und das Kino verfasste er auch zahlreiche Episoden für Hörspiele wie The Archers für das britische Radio.
Brian Hayles starb am 30. Oktober 1978 im Alter von 48 Jahren in Coventry. Sein Roman Goldhawk wurde 1979 posthum veröffentlicht.

## Filmografie

### Kino
- 1973: Das Dunkel der Nacht (Nothing But the Night)
- 1978: Tauchfahrt des Schreckens (Warlords of Atlantis)
- 1979: Im Banne des Kalifen (Arabian Adventure)

### Fernsehen
- 1963: Suspense (Fernsehserie, 1 Episode)
- 1964: Swizzlewick (Fernsehserie, 3 Episoden)
- 1964–1969: Z Cars (Fernsehserie, 4 Episoden)
- 1965: The Wednesday Thriller (Fernsehserie, 1 Episode)
- 1965: Legend of Death (Fernsehserie, 5 Episoden)
- 1965: United! (Fernsehserie, 1 Episode)
- 1966–1974: Doctor Who (Fernsehserie, 30 Episoden)
- 1968: Public Eye (Fernsehserie, 1 Episode)
- 1968: Coronation Street (Fernsehserie, 1 Episode)
- 1971: Out of the Unknown (Fernsehserie, 1 Episode)
- 1971–1972: Doomwatch (Fernsehserie, 2 Episoden)
- 1973: The Regiment (Fernsehserie, 1 Episode)
- 1974: Freie Hand für Barlow (Fernsehserie, 1 Episode)
- 1976: BBC2 Playhouse (Fernsehserie, 1 Episode)
- 1978: Der Mondschimmel (The Moon Stallion) (Fernsehminiserie)

## Bücher
- Walter and Connie von Brian Hayles, Berlin: Langenscheidt, 1967
- English by Television. Slim John. Teil 1: Lektion 1 - 13. von John Wiles, David Campton, Brian Hayles, Ray Jenkins Geoffrey Broughton, Langenscheidt, 1969
- English by Television. Slim John. Teil 2: Lektion 14 - 26. von John Wiles, David Campton, Brian Hayles, Ray Jenkins Geoffrey Broughton, Langenscheidt, 1970
- The Hour of the Werewolf: A Horror Play for Children, 1976
- The Moon Stallion, 1978
- Goldhawk, 1979
- Doctor Who and the Ice Warriors, 2012
- Doctor Who and the Curse of Peladon, 2013